# 梅扎诺
梅扎诺（義大利語：Mezzano），是意大利特伦托自治省的一个市镇。总面积48平方公里，人口1631人，人口密度34.0人/平方公里（2009年）。ISTAT代码为022115。